# Čang Ti
Čang Ti (čínsky pchin-jinem Zhāng Dí, znaky 张迪; * 4. července 1968) je bývalá čínská zápasnice – judistka, bronzová olympijská medailistka z roku 1992.

## Sportovní kariéra
S judem začínala v provincii Liao-ning. Připravovala se pod vedením trenéra Fu Kuo-i. V čínské ženské reprezentaci se pohybovala od konce osmdesátých let ve střední váze do 66 kg. V roce 1992 startovala na olympijských hrách v Barceloně v nižší polostřední váze do 61 kg. Ve druhém kole prohrála na body s Korejkou Ku Hjon-suk, ale přes opravy se dostala do souboje o třetí místo proti Němce Frauke Eickhoffové. Vyrovnaný zápas vyhrála na body kontrachvatem za juko a získala bronzovou olympijskou medaili. V roce 1996 neuspěla v čínské nominaci na olympijské hry v Atlantě. Sportovní kariéru ukončila v roce 1998.

## Výsledky
| Turnaj            | 1989         | 1990         | 1991         | 1992         | 1993         | 1994         |
| Turnaj            | 21           | 22           | 23           | 24           | 25           | 26           |
| Turnaj            | střední váha | střední váha | střední váha | střední váha | střední váha | střední váha |
| ----------------- | ------------ | ------------ | ------------ | ------------ | ------------ | ------------ |
| Olympijské hry    |              |              |              | 3.           |              |              |
| Mistrovství světa | 7.           |              | 5.           |              | 3.           |              |
| Asijské hry       |              | 1.           |              |              |              | 3.           |
| Mistrovství Asie  |              |              | —            |              | —            |              |